# Extraterrestre alla pari
Extraterrestre alla pari è un romanzo per l'infanzia a sfondo fantascientifico scritto da Bianca Pitzorno.
Narrando le avventure di Mo, giovane extraterrestre proveniente dal pianeta Deneb, che si trasferisce per qualche anno sulla Terra, la storia affronta il tema della disparità di genere e come la pressione sociale influenzi inevitabilmente il carattere dei bambini a seconda del sesso a cui appartengono. 
L'idea venne alla scrittrice nel 1973 dopo la lettura del saggio Dalla parte delle bambine di Elena Gianini Belotti.  Il nome del personaggio principale è invece un omaggio all'extraterrestre protagonista di Piovuta dal cielo di Henry Winterfeld (pubblicato nella collana Il Martin Pescatore nel 1960).
Pitzorno terminò il romanzo nel 1975, ma solo nel 1979 trovò un editore disposto a pubblicarlo. Apparso per la prima volta nella collana Nuove bimbe della casa Editrice La Sorgente, nel tempo ha cambiato più di un editore, ma non è mai cessata la pubblicazione. È stato inoltre tradotto in diverse lingue.

## Trama
In un futuro non precisato, il collegamento in airbus tra Deneb e la Terra permette ai piccoli denebiani di stare per un periodo di tempo sul pianeta terrestre della durata minima di dieci anni, dovuta al fatto che la congiunzione astrale favorevole al viaggio fra la Terra e Deneb si verifica appunto solo ogni dieci anni. Mo, la cui età terrestre è di pressappoco nove anni, su incoraggiamento della propria famiglia parte per questa esperienza formativa e la sua adozione temporanea viene concordata con una coppia terrestre senza figli, i signori Nicola e Lucilla Olivieri. Questi ultimi, nell'accoglierlo, scoprono che i denebiani non hanno un sesso distinguibile fino ai vent'anni di età, quando raggiungono la maturazione, ricevendo un'educazione uguale e paritaria durante la crescita. Gli Olivieri vogliono però sapere come dover trattare Mo, pertanto i suoi genitori concedono il permesso di fare le analisi del sangue sul giovane extraterrestre, per venire a sapere in anticipo il suo sesso.
L'unico analista in grado di fare l'esame si trova lontano per un lungo viaggio, pertanto il sangue di Mo viene congelato in attesa del suo ritorno. I signori Olivieri decidono di alternare i giorni in cui si tratterà Mo come un maschio e come una femmina, introducendo l'extraterrestre alla vita sulla Terra. Per trovare una "soluzione", tuttavia, gli Olivieri sottopongono Mo a dei test psicologici alquanto dubbi, da cui risulta che è un maschio. Il ragazzino viene allora iscritto a una scuola maschile, trascorre le sue giornate con il cugino Andrea e gli amici e giocare a pallone, a fare la lotta e crea anche una banda. Nonostante ciò, non mancano gli episodi in cui dimostra certe inclinazioni considerate "inusuali" per un maschio, come quando si commuove alla visione di un film romantico (contrariando parecchio il padre adottivo, che lo rimprovera per tale comportamento) o quando, in assenza delle altre donne di famiglia a causa di un contrattempo, dirige e gestisce egregiamente gli altri maschi della famiglia per prendersi cura della casa sul mare e dei bimbi piccoli, sbalordendo le femmine che temevano il peggio a causa della cosiddetta "inettitudine" dei maschi nell'ambito domestico. Tuttavia, al rientro dell'analista e con l'esecuzione delle analisi del sangue, si viene a sapere che, in realtà, Mo è una femmina; l'extraterrestre è costretta quindi a cambiare scuola, abbandona le sue amicizie, cambia abbigliamento, giocattoli e attività ricreative, la sua stanza viene riarredata; i comportamenti "maschili", prima ritenuti normali, le vengono adesso rimproverati aspramente, e la sua banda la rinnega scacciandola dopo aver scoperto della sua femminilità nonostante le sue prove di forza, anche dopo aver salvato dall'annegamento due suoi amici. Mo si rende conto della pressione a cui le donne si trovano sottoposte costantemente in ambito sociale per sviluppare un carattere docile e remissivo e per spingerle a legarsi solo alla famiglia e alla casa, scoraggiando ogni forma di ambizione lavorativa, così come gli uomini sono invece spinti a dimostrare la propria "virilità".
Parallela è la storia della zia Anna, sorella della signora Olivieri di carattere libero e anticonformista, nonché brillante astronoma, che verrà spinta ad abbandonare i suoi sogni, lavoro e studi a causa dei pregiudizi rivolti al suo "egoismo" nel trascurare marito e figli per il lavoro, da parte della società e della sua stessa famiglia. Spaventata all'idea di essere plagiata a sua volta in questo modo, Mo alla prima occasione decide di tornare su Deneb per condurre una vita libera e felice, invitando con sé la sua migliore amica e le cugine per farle sfuggire alla trappola sociale in cui sono ingabbiate. Solo Cecilia, una delle tre cugine, da sempre maschiaccio e ribelle, rifiuta di abbandonare la Terra, preferendo rimanerci e continuare a combattere i pregiudizi.
(Extraterrestre alla pari)

## Edizioni
- Bianca Pitzorno, Extraterrestre alla pari, Einaudi Ragazzi, 2003, ISBN 978-88-7926-444-0.